# Kuoliosaari (ö i Fredrikshamn)
Kuoliosaari är en ö i Finland. Den ligger i Finska viken och i kommunen Fredrikshamn i den ekonomiska regionen  Kotka-Fredrikshamn i landskapet Kymmenedalen, i den södra delen av landet. Ön ligger nära Kotka och omkring 120 kilometer öster om Helsingfors.
Öns area är 1,2 hektar och dess största längd är 240 meter i nord-sydlig riktning. Ordet kuoliosaari visar antagligen att ön har varit begravningsplats.

## Klimat
Klimatet i området är tempererat. Årsmedeltemperaturen i trakten är 4 °C. Den varmaste månaden är augusti, då medeltemperaturen är 16 °C, och den kallaste är december, med −2 °C.